# Burnt Cape Ecological Reserve
Die Burnt Cape Ecological Reserve ist ein Naturschutzgebiet auf der zur kanadischen Provinz Neufundland und Labrador gehörenden Insel Neufundland. Es wurde 1998 als provisorisches Reservat eingerichtet. Im März 2000 erhielt das Schutzgebiet seinen heutigen Status. Das Schutzgebiet besitzt eine einzigartige Pflanzenwelt.

## Lage
Das 3,6 km² große Schutzgebiet erstreckt sich über eine kleine Halbinsel im Nordosten der Pistolet Bay unweit der Nordspitze der Great Northern Peninsula. Östlich des Schutzgebietes liegt die Gemeinde Raleigh. Die Parkfläche ist auf drei Seiten vom eisigen Meerwasser der Belle-Isle-Straße umgeben. Das Klima ist entsprechend rau.

## Flora
Auf den Kalksteinböden des Parkgebietes gedeiht eine spezielle arktisch-alpine Flora, die hauptsächlich aus Pflanzen besteht, die sich nach dem Rückzug der Gletscher an dieser Stelle ansiedelten. Über 300 Pflanzenarten, davon 30 seltene, kommen in der Burnt Cape Ecological Reserve vor. Zu diesen zählen Physaria arctica (arctic bladderpod), Arnica angustifolia (alpine arnica), Askellia pygmaea (dwarf alpine hawksbeard), das Fingerkraut Potentilla pulchella (Burnt Cape Cinquefoil) und Braya fernaldii (Fernald's braya).